# Top Teams Cup 2002–2003 (damer)
Top Teams Cup 2002-2003 var den 31:a upplagan av tävlingen, som är den nästa mest prestigefyllda tävlingen i volleyboll för klubblag i Europa. Tävlingen pågick mellan 8 november 2002 och 9 mars 2003 och 36 lag från CEV:s medlemsförbund deltog. RC Villebon 91 vann tävlingen för första gången genom att besegra Volley Köniz i finalen i Bern, Schweiz

## Regelverk
Turneringen inleddes med en kvalfas där 27 lag spelade i grupper om tre eller fyra lag där alla mötte alla andra lag en gång. Alla matcher i en grupp spelades på samma plats. Det lag som van en match tilldelades 2 poäng och det lag som förlorades tilldelades 1 poäng. Vinnarna av grupperna vidare till huvudomgången (tillsammans med nio seedade lag). I huvudomgången delades de kvarvarande 16 lagen in i fyra grupper om fyra lag. Alla lag mötte alla andra lag i sin grupp två gånger. De två första lagen i varje grupp gick vidare till kvartsfinal. Kvartsfinalerna spelades som dubbelmöten. Vinnarna gick vidare till semifinal. Semifinalerna, finalen och match om tredjepris spelades på en plats över en helg med enkelmöten.

## Deltagande lag
| - Aalborg HIK - VK Slávia EU Bratislava - Dyvanoŭsjztjyk Brest - VK Královo Pole - CSD de Câmara de Lobos - Dresdner SC - KS Teuta - VK Uralochka-NTMK - Anorthosis Famagusta | - ŽOK Polo Kalesija - Katrineholms VK - Asterix Kieldrecht - ZAON - Hapoël Kiryat Ata - Volley Köniz - AEL Limassol - Longa '59 - Castêlo da Maia GC | - OK HIT Nova Gorica - VC Mamer - OK Branik - DHG Odense - Dinamo-Jinestra Odesa - VV Pollux - Panellinios GS - VC Unic Piatra Neamț - RATB Petrom Ploieşti Volei | - Speks-R RIGA - Schwechat Post - Schweriner SC - VC Kanti - OK Kometal Student - KS Dinamo Tirana - Datovoc Tongeren - ŽOK Jelovica Tuzla - RC Villebon 91 |

## Turneringen[2]

### Kval
| Grupp 1           | Grupp 2            | Grupp 3                    | Grupp 4                | Grupp 5                 | Grupp 6            | Grupp 7              |
| ----------------- | ------------------ | -------------------------- | ---------------------- | ----------------------- | ------------------ | -------------------- |
| KS Teuta          | Panellinios GS     | Asterix Kieldrecht         | VK Královo Pole        | VK Slávia EU Bratislava | Aalborg HIK        | Anorthosis Famagusta |
| ŽOK Polo Kalesija | Longa '59          | ZAON                       | CSD de Câmara de Lobos | Dyvanoŭsjztjyk Brest    | Dresdner SC        | VC Unic Piatra Neamț |
| DHG Odense        | OK HIT Nova Gorica | Hapoël Kiryat Ata          | Katrineholms VK        | VK Uralochka-NTMK       | AEL Limassol       | Speks-R RIGA         |
|                   | KS Dinamo Tirana   | RATB Petrom Ploieşti Volei | VC Mamer               | VC Kanti                | OK Kometal Student | ŽOK Jelovica Tuzla   |

#### Grupp 1
- Spelplats: Durrës, Albanien

##### Resultat
| 8 november 2002 Durrës Speltid: i. u. - Åskådare: 500   | ŽOK Polo Kalesija | 1 - 3 | DHG Odense        | 25-23, 26-28, 16-25, 18-25        |
| 9 november 2002 Durrës Speltid: i. u. - Åskådare: 1 000 | KS Teuta          | 2 - 3 | ŽOK Polo Kalesija | 22-25, 25-21, 25-16, 14-25, 14-16 |
| 10 november 2002 Durrës Speltid: i. u. - Åskådare: 800  | DHG Odense        | 0 - 3 | KS Teuta          | 23-25, 20-25, 14-25               |

##### Sluttabell
| Pos. | Lag               | Pt | M | V | F | SV | SF | Kvot  | PV  | PF  | Kvot  |
| ---- | ----------------- | -- | - | - | - | -- | -- | ----- | --- | --- | ----- |
| 1    | KS Teuta          | 3  | 2 | 1 | 1 | 5  | 3  | 1.667 | 175 | 160 | 1.094 |
| 2    | ŽOK Polo Kalesija | 3  | 2 | 1 | 1 | 4  | 5  | 0.800 | 188 | 201 | 0.935 |
| 3    | DHG Odense        | 3  | 2 | 1 | 1 | 3  | 4  | 0.750 | 158 | 160 | 0.988 |

#### Grupp 2
- Spelplats: Lichtenvoorde, Nederländerna

##### Resultat
| 8 november 2002 Lichtenvoorde Speltid: i. u. - Åskådare: 250    | Panellinios GS     | 3 - 1 | OK HIT Nova Gorica | 25-15, 25-21, 21-25, 25-12 |
| 8 november 2002 Lichtenvoorde Speltid: i. u. - Åskådare: 500    | Longa '59          | 3 - 0 | KS Dinamo Tirana   | 25-20, 25-20, 25-12        |
| 9 november 2002 Lichtenvoorde Speltid: i. u. - Åskådare: 200    | KS Dinamo Tirana   | 3 - 0 | OK HIT Nova Gorica | 25-23, 25-19, 25-23        |
| 9 november 2002 Lichtenvoorde Speltid: i. u. - Åskådare: 1 000  | Longa '59          | 3 - 1 | Panellinios GS     | 15-25, 25-15, 25-18, 25-23 |
| 10 november 2002 Lichtenvoorde Speltid: i. u. - Åskådare: 450   | KS Dinamo Tirana   | 0 - 3 | Panellinios GS     | 21-25, 12-25, 13-25        |
| 10 november 2002 Lichtenvoorde Speltid: i. u. - Åskådare: 1 250 | OK HIT Nova Gorica | 3 - 0 | Longa '59          | 25-23, 25-17, 25-18        |

##### Sluttabell
| Pos. | Lag                | Pt | M | V | F | SV | SF | Kvot  | PV  | PF  | Kvot  |
| ---- | ------------------ | -- | - | - | - | -- | -- | ----- | --- | --- | ----- |
| 1    | Panellinios GS     | 5  | 3 | 2 | 1 | 7  | 4  | 1.750 | 252 | 209 | 1.206 |
| 2    | Longa '59          | 5  | 3 | 2 | 1 | 6  | 4  | 1.500 | 223 | 208 | 1.072 |
| 3    | OK HIT Nova Gorica | 4  | 3 | 1 | 2 | 4  | 6  | 0.667 | 213 | 229 | 0.930 |
| 4    | KS Dinamo Tirana   | 4  | 3 | 1 | 2 | 3  | 6  | 0.500 | 173 | 215 | 0.805 |

#### Grupp 3
- Spelplats: Kieldrecht, Belgien

##### Resultat
| 8 november 2002 Kieldrecht Speltid: i. u. - Åskådare: i. u. | ZAON                       | 0 - 3 | RATB Petrom Ploieşti Volei | 13-25, 19-25, 23-25        |
| 8 november 2002 Kieldrecht Speltid: i. u. - Åskådare: 650   | Asterix Kieldrecht         | 3 - 0 | Hapoël Kiryat Ata          | 25-9, 25-19, 25-13         |
| 9 november 2002 Kieldrecht Speltid: i. u. - Åskådare: 60    | ZAON                       | 0 - 3 | Hapoël Kiryat Ata          | 17-25, 17-25, 15-25        |
| 9 november 2002 Kieldrecht Speltid: i. u. - Åskådare: 1 200 | RATB Petrom Ploieşti Volei | 1 - 3 | Asterix Kieldrecht         | 25-22, 23-25, 23-25, 19-25 |
| 10 november 2002 Kieldrecht Speltid: i. u. - Åskådare: 60   | Hapoël Kiryat Ata          | 0 - 3 | RATB Petrom Ploieşti Volei | 18-25, 20-25, 26-28        |
| 10 november 2002 Kieldrecht Speltid: i. u. - Åskådare: 600  | Asterix Kieldrecht         | 3 - 0 | ZAON                       | 25-8, 25-10, 28-19         |

##### Sluttabell
| Pos.... | Lag                        | Pt | M | V | F | SV | SF | Kvot  | PV  | PV  | Kvot  |
| ------- | -------------------------- | -- | - | - | - | -- | -- | ----- | --- | --- | ----- |
| 1       | Asterix Kieldrecht         | 6  | 3 | 3 | 0 | 9  | 1  | 9.000 | 250 | 168 | 1.488 |
| 2       | RATB Petrom Ploieşti Volei | 5  | 3 | 2 | 1 | 7  | 3  | 2.333 | 243 | 216 | 1.125 |
| 3       | Hapoël Kiryat Ata          | 4  | 3 | 1 | 2 | 3  | 6  | 0.500 | 180 | 202 | 0.891 |
| 4       | ZAON                       | 3  | 3 | 0 | 3 | 0  | 9  | 0.000 | 141 | 228 | 0.618 |

#### Grupp 4
- Spelplats: Brno, Tjeckien

##### Resultat
| 8 november 2002 Brno Speltid: i. u. - Åskådare: 300  | Katrineholms VK        | 3 - 0 | VC Mamer               | 25-13, 25-22, 25-14 |
| 8 november 2002 Brno Speltid: i. u. - Åskådare: 350  | VK Královo Pole        | 3 - 0 | CSD de Câmara de Lobos | 25-14, 25-12, 25-11 |
| 9 november 2002 Brno Speltid: i. u. - Åskådare: 200  | VC Mamer               | 3 - 0 | CSD de Câmara de Lobos | 25-12, 25-14, 25-19 |
| 9 november 2002 Brno Speltid: i. u. - Åskådare: 500  | Katrineholms VK        | 0 - 3 | VK Královo Pole        | 16-25, 13-25, 13-25 |
| 10 november 2002 Brno Speltid: i. u. - Åskådare: 200 | CSD de Câmara de Lobos | 0 - 3 | Katrineholms VK        | 19-25, 11-25, 23-25 |
| 10 november 2002 Brno Speltid: i. u. - Åskådare: 400 | VK Královo Pole        | 3 - 0 | VC Mamer               | 25-19, 25-19, 25-13 |

##### Sluttabell
| Pos. | Lag                    | Pt | M | V | F | SV | SF | Kvot  | PV  | PF  | Kvot  |
| ---- | ---------------------- | -- | - | - | - | -- | -- | ----- | --- | --- | ----- |
| 1    | VK Královo Pole        | 6  | 3 | 3 | 0 | 9  | 0  | MAX   | 225 | 130 | 1.731 |
| 2    | Katrineholms VK        | 5  | 3 | 2 | 1 | 6  | 3  | 2.000 | 192 | 177 | 1.085 |
| 3    | VC Mamer               | 4  | 3 | 1 | 2 | 3  | 6  | 0.500 | 175 | 195 | 0.897 |
| 4    | CSD de Câmara de Lobos | 3  | 3 | 0 | 3 | 0  | 9  | 0.000 | 135 | 225 | 0.600 |

#### Grupp 5
- Spelplats: Bratislava, Slovakien

##### Resultat
| 8 november 2002 Bratislava Speltid: i. u. - Åskådare: 250  | Dyvanoŭsjztjyk Brest    | 3 - 0 | VK Uralochka-NTMK       | 25-22, 25-20, 25-21               |
| 8 november 2002 Bratislava Speltid: i. u. - Åskådare: 500  | VK Slávia EU Bratislava | 3 - 0 | VC Kanti                | 25-16, 25-23, 25-16               |
| 9 november 2002 Bratislava Speltid: i. u. - Åskådare: 150  | VC Kanti                | 0 - 3 | VK Uralochka-NTMK       | 15-25, 22-25, 22-25               |
| 9 november 2002 Bratislava Speltid: i. u. - Åskådare: 500  | VK Slávia EU Bratislava | 3 - 1 | Dyvanoŭsjztjyk Brest    | 25-13, 25-13, 19-25, 25-22        |
| 10 november 2002 Bratislava Speltid: i. u. - Åskådare: 100 | VC Kanti                | 2 - 3 | Dyvanoŭsjztjyk Brest    | 15-25, 30-28, 16-25, 25-22, 7-15  |
| 10 november 2002 Bratislava Speltid: i. u. - Åskådare: 500 | VK Uralochka-NTMK       | 3 - 2 | VK Slávia EU Bratislava | 24-26, 22-25, 25-22, 25-20, 17-15 |

##### Sluttabell
| Pos. | Lag                     | Pt | M | V | F | SV | SF | Kvot  | PV  | PF  | Kvot  |
| ---- | ----------------------- | -- | - | - | - | -- | -- | ----- | --- | --- | ----- |
| 1    | VK Slávia EU Bratislava | 5  | 3 | 2 | 1 | 8  | 4  | 2.000 | 277 | 241 | 1.149 |
| 2    | Dyvanoŭsjztjyk Brest    | 5  | 3 | 2 | 1 | 7  | 5  | 1.400 | 263 | 250 | 1.052 |
| 3    | VK Uralochka-NTMK       | 5  | 3 | 2 | 1 | 6  | 5  | 1.200 | 251 | 242 | 1.037 |
| 4    | VC Kanti                | 3  | 3 | 0 | 3 | 2  | 9  | 0.222 | 207 | 265 | 0.781 |

#### Grupp 6
- Spelplats: Dresden, Tyskland

##### Resultat
| 8 november 2002 Dresden Speltid: i. u. - Åskådare: 250   | Aalborg HIK        | 0 - 3 | OK Kometal Student | 28-30, 23-25, 16-25 |
| 8 november 2002 Dresden Speltid: i. u. - Åskådare: i. u. | AEL Limassol       | 0 - 3 | Dresdner SC        | 11-25, 11-25, 15-25 |
| 9 november 2002 Dresden Speltid: i. u. - Åskådare: 150   | OK Kometal Student | 3 - 0 | AEL Limassol       | 25-12, 25-11, 25-20 |
| 9 november 2002 Dresden Speltid: i. u. - Åskådare: 751   | Dresdner SC        | 3 - 0 | Aalborg HIK        | 25-14, 25-13, 25-11 |
| 10 november 2002 Dresden Speltid: i. u. - Åskådare: 370  | Aalborg HIK        | 0 - 3 | AEL Limassol       | 22-25, 23-25, 23-25 |
| 10 november 2002 Dresden Speltid: i. u. - Åskådare: 915  | Dresdner SC        | 3 - 0 | OK Kometal Student | 25-12, 25-22, 25-18 |

##### Sluttabell
| Pos. | Lag                | Pt | M | V | F | SV | SF | Kvot  | PV  | PF  | Kvot  |
| ---- | ------------------ | -- | - | - | - | -- | -- | ----- | --- | --- | ----- |
| 1    | Dresdner SC        | 6  | 3 | 3 | 0 | 9  | 0  | MAX   | 225 | 127 | 1.772 |
| 2    | OK Kometal Student | 5  | 3 | 2 | 1 | 6  | 3  | 2.000 | 207 | 185 | 1.119 |
| 3    | AEL Limassol       | 4  | 3 | 1 | 2 | 3  | 6  | 0.500 | 155 | 218 | 0.711 |
| 4    | Aalborg HIK        | 3  | 3 | 0 | 3 | 0  | 9  | 0.000 | 173 | 230 | 0.752 |

#### Grupp 7
- Spelplats: Tuzla, Bosnien och Hercegovina

##### Resultat
| 8 november 2002 Tuzla Speltid: i. u. - Åskådare: 500   | ŽOK Jelovica Tuzla   | 0 - 3 | VC Unic Piatra Neamț | 15-25, 19-25, 20-25 |
| 8 november 2002 Tuzla Speltid: i. u. - Åskådare: i. u. | Speks-R RIGA         | 3 - 0 | Anorthosis Famagusta | 27-25, 25-18, 25-11 |
| 9 november 2002 Tuzla Speltid: i. u. - Åskådare: 550   | ŽOK Jelovica Tuzla   | 3 - 0 | Speks-R RIGA         | 25-14, 25-20, 25-23 |
| 9 november 2002 Tuzla Speltid: i. u. - Åskådare: 250   | VC Unic Piatra Neamț | 3 - 0 | Anorthosis Famagusta | 25-12, 25-20, 25-13 |
| 10 november 2002 Tuzla Speltid: i. u. - Åskådare: 350  | Speks-R RIGA         | 0 - 3 | VC Unic Piatra Neamț | 9-25, 23-25, 22-25  |
| 10 november 2002 Tuzla Speltid: i. u. - Åskådare: 850  | Anorthosis Famagusta | 0 - 3 | ŽOK Jelovica Tuzla   | 14-25, 26-28, 17-25 |

##### Sluttabell
| Pos. | Lag                  | Pt | M | V | F | SV | SF | Kvot  | PV  | PF  | Kvot  |
| ---- | -------------------- | -- | - | - | - | -- | -- | ----- | --- | --- | ----- |
| 1    | VC Unic Piatra Neamț | 6  | 3 | 3 | 0 | 9  | 0  | MAX   | 225 | 153 | 1.471 |
| 2    | ŽOK Jelovica Tuzla   | 5  | 3 | 2 | 1 | 6  | 3  | 2.000 | 207 | 189 | 1.095 |
| 3    | Speks-R RIGA         | 4  | 3 | 1 | 2 | 3  | 6  | 0.500 | 188 | 204 | 0.922 |
| 4    | Anorthosis Famagusta | 3  | 3 | 0 | 3 | 0  | 9  | 0.000 | 156 | 230 | 0.678 |

### Huvudturneringen
| Grupp 1               | Grupp 2                 | Grupp 3            | Grupp 4            |
| --------------------- | ----------------------- | ------------------ | ------------------ |
| Panellinios GS        | VK Slávia EU Bratislava | Dresdner SC        | KS Teuta           |
| Dinamo-Jinestra Odesa | VK Královo Pole         | Volley Köniz       | Asterix Kieldrecht |
| VC Unic Piatra Neamț  | VV Pollux               | Castêlo da Maia GC | OK Branik          |
| Schweriner SC         | Schwechat Post          | Datovoc Tongeren   | RC Villebon 91     |

#### Grupp 1

##### Resultat
| 4 december 2002 Speltid: i. u. - Åskådare: 500    | Schweriner SC         | 3 - 0 | Dinamo-Jinestra Odesa | 25-23, 30-28, 25-18               |
| 4 december 2002 Speltid: i. u. - Åskådare: 300    | Panellinios GS        | 3 - 1 | VC Unic Piatra Neamț  | 25-17, 18-25, 25-19, 25-17        |
| 11 december 2002 Speltid: i. u. - Åskådare: 1 400 | VC Unic Piatra Neamț  | 3 - 0 | Schweriner SC         | 25-18, 25-12, 25-18               |
| 11 december 2002 Speltid: i. u. - Åskådare: 1 000 | Dinamo-Jinestra Odesa | 3 - 2 | Panellinios GS        | 22-25, 22-25, 27-25, 25-21, 15-10 |
| 18 december 2002 Speltid: i. u. - Åskådare: 400   | Schweriner SC         | 3 - 0 | Panellinios GS        | 25-12, 25-17, 25-15               |
| 19 december 2002 Speltid: i. u. - Åskådare: 2 800 | Dinamo-Jinestra Odesa | 3 - 1 | VC Unic Piatra Neamț  | 25-17, 25-20, 23-25, 25-23        |
| 8 januari 2003 Speltid: i. u. - Åskådare: 1 000   | VC Unic Piatra Neamț  | 3 - 1 | Dinamo-Jinestra Odesa | 25-23, 26-24, 23-25, 27-25        |
| 7 januari 2003 Speltid: i. u. - Åskådare: 380     | Panellinios GS        | 3 - 0 | Schweriner SC         | 26-24, 25-21, 33-31               |
| 15 januari 2003 Speltid: i. u. - Åskådare: 300    | Panellinios GS        | 2 - 3 | Dinamo-Jinestra Odesa | 33-31, 17-25, 18-25, 25-23, 11-15 |
| 15 januari 2003 Speltid: i. u. - Åskådare: 500    | Schweriner SC         | 3 - 0 | VC Unic Piatra Neamț  | 25-12, 25-17, 25-22               |
| 21 januari 2003 Speltid: i. u. - Åskådare: i. u.  | VC Unic Piatra Neamț  | 2 - 3 | Panellinios GS        | 28-26, 24-26, 28-26, 17-25, 9-15  |
| 21 januari 2003 Speltid: i. u. - Åskådare: 2 000  | Dinamo-Jinestra Odesa | 2 - 3 | Schweriner SC         | 25-21, 25-27, 25-16, 17-25, 12-15 |

##### Sluttabell
| Pos. | Lag                   | Pt | M | V | F | SV | SF | Kvot  | PV  | PF  | Kvot  |
| ---- | --------------------- | -- | - | - | - | -- | -- | ----- | --- | --- | ----- |
| 1    | Schweriner SC         | 10 | 6 | 4 | 2 | 12 | 8  | 1.500 | 458 | 427 | 1.073 |
| 2    | Panellinios GS        | 9  | 6 | 3 | 3 | 13 | 12 | 1.083 | 549 | 565 | 0.972 |
| 3    | Dinamo-Jinestra Odesa | 9  | 6 | 3 | 3 | 12 | 14 | 0.857 | 598 | 580 | 1.031 |
| 4    | VC Unic Piatra Neamț  | 8  | 6 | 2 | 4 | 10 | 13 | 0.769 | 496 | 529 | 0.938 |

#### Grupp 2

##### Resultat
| 5 december 2002 Speltid: i. u. - Åskådare: i. u. | Schwechat Post          | 2 - 3 | VV Pollux               | 22-25, 22-25, 25-19, 25-22, 13-15 |
| 5 december 2002 Speltid: i. u. - Åskådare: 500   | VK Slávia EU Bratislava | 3 - 1 | VK Královo Pole         | 27-29, 25-20, 25-21, 25-20        |
| 10 december 2002 Speltid: i. u. - Åskådare: 400  | VK Královo Pole         | 1 - 3 | Schwechat Post          | 23-25, 25-19, 14-25, 23-25        |
| 11 december 2002 Speltid: i. u. - Åskådare: 400  | VV Pollux               | 3 - 1 | VK Slávia EU Bratislava | 25-18, 20-25, 25-20, 25-22        |
| 19 december 2002 Speltid: i. u. - Åskådare: 340  | Schwechat Post          | 3 - 1 | VK Slávia EU Bratislava | 25-22, 25-22, 23-25, 25-17        |
| 19 december 2002 Speltid: i. u. - Åskådare: 400  | VV Pollux               | 3 - 0 | VK Královo Pole         | 25-22, 25-23, 25-19               |
| 7 januari 2003 Speltid: i. u. - Åskådare: 300    | VK Královo Pole         | 0 - 3 | VV Pollux               | 18-25, 21-25, 23-25               |
| 9 januari 2003 Speltid: i. u. - Åskådare: 400    | VK Slávia EU Bratislava | 3 - 1 | Schwechat Post          | 25-20, 19-25, 25-19, 28-26        |
| 15 januari 2003 Speltid: i. u. - Åskådare: 600   | VK Slávia EU Bratislava | 3 - 0 | VV Pollux               | 25-15, 25-21, 25-16               |
| 16 januari 2003 Speltid: i. u. - Åskådare: 200   | Schwechat Post          | 3 - 1 | VK Královo Pole         | 25-19, 23-25, 25-21, 25-17        |
| 21 januari 2003 Speltid: i. u. - Åskådare: 300   | VK Královo Pole         | 1 - 3 | VK Slávia EU Bratislava | 23-25, 13-25, 25-14, 24-26        |
| 21 januari 2003 Speltid: i. u. - Åskådare: 600   | VV Pollux               | 3 - 2 | Schwechat Post          | 19-25, 25-15, 23-25, 25-7, 15-9   |

##### Sluttabell
| Pos. | Lag                     | Pt | M | V | F | SV | SF | Kvot  | PV  | PF  | Kvot  |
| ---- | ----------------------- | -- | - | - | - | -- | -- | ----- | --- | --- | ----- |
| 1    | VV Pollux               | 11 | 6 | 5 | 1 | 15 | 8  | 1.875 | 510 | 474 | 1.076 |
| 2    | VK Slávia EU Bratislava | 10 | 6 | 4 | 2 | 14 | 9  | 1.556 | 535 | 510 | 1.049 |
| 3    | Schwechat Post          | 9  | 6 | 3 | 3 | 14 | 12 | 1.167 | 568 | 563 | 1.009 |
| 4    | VK Královo Pole         | 6  | 6 | 0 | 6 | 4  | 18 | 0.222 | 468 | 534 | 0.876 |

#### Grupp 3

##### Resultat
| 5 december 2002 Speltid: i. u. - Åskådare: 250    | Castêlo da Maia GC | 3 - 2 | Volley Köniz       | 23-25, 25-21, 25-21, 23-25, 15-13 |
| 3 december 2002 Speltid: i. u. - Åskådare: 950    | Datovoc Tongeren   | 3 - 0 | Dresdner SC        | 25-18, 25-15, 25-21               |
| 11 december 2002 Speltid: i. u. - Åskådare: 550   | Dresdner SC        | 2 - 3 | Castêlo da Maia GC | 21-25, 24-26, 25-16, 25-19, 9-15  |
| 11 december 2002 Speltid: i. u. - Åskådare: 1 250 | Volley Köniz       | 3 - 0 | Datovoc Tongeren   | 25-20, 25-21, 25-14               |
| 18 december 2002 Speltid: i. u. - Åskådare: 250   | Castêlo da Maia GC | 2 - 3 | Datovoc Tongeren   | 20-25, 23-25, 25-22, 26-24, 14-16 |
| 18 december 2002 Speltid: i. u. - Åskådare: 1 400 | Volley Köniz       | 3 - 0 | Dresdner SC        | 25-14, 25-22, 25-19               |
| 8 januari 2003 Speltid: i. u. - Åskådare: 527     | Dresdner SC        | 1 - 3 | Volley Köniz       | 23-25, 19-25, 25-17, 22-25        |
| 7 januari 2003 Speltid: i. u. - Åskådare: 925     | Datovoc Tongeren   | 3 - 0 | Castêlo da Maia GC | 25-14, 25-14, 25-19               |
| 14 januari 2003 Speltid: i. u. - Åskådare: i. u.  | Datovoc Tongeren   | 3 - 2 | Volley Köniz       | 22-25, 25-17, 25-21, 26-28, 15-13 |
| 16 januari 2003 Speltid: i. u. - Åskådare: 400    | Castêlo da Maia GC | 3 - 0 | Dresdner SC        | 25-17, 25-16, 25-21               |
| 21 januari 2003 Speltid: i. u. - Åskådare: 350    | Dresdner SC        | 2 - 3 | Datovoc Tongeren   | 25-18, 22-25, 25-22, 20-25, 13-15 |
| 21 januari 2003 Speltid: i. u. - Åskådare: 1 400  | Volley Köniz       | 3 - 1 | Castêlo da Maia GC | 25-16, 22-25, 33-31, 25-15        |

##### Sluttabell
| Pos. | Lag                | Pt | M | V | F | SV | SF | Kvot  | PV  | PF  | Kvot  |
| ---- | ------------------ | -- | - | - | - | -- | -- | ----- | --- | --- | ----- |
| 1    | Datovoc Tongeren   | 11 | 6 | 5 | 1 | 15 | 9  | 1.667 | 535 | 493 | 1.085 |
| 2    | Volley Köniz       | 10 | 6 | 4 | 2 | 16 | 8  | 2.000 | 556 | 510 | 1.090 |
| 3    | Castêlo da Maia GC | 9  | 6 | 3 | 3 | 12 | 13 | 0.923 | 529 | 555 | 0.953 |
| 4    | Dresdner SC        | 6  | 6 | 0 | 6 | 5  | 18 | 0.278 | 461 | 523 | 0.881 |

#### Grupp 4

##### Resultat
| 4 december 2002 Speltid: i. u. - Åskådare: 800  | OK Branik          | 0 - 3 | Asterix Kieldrecht | 15-25, 16-25, 22-25               |
| 4 december 2002 Speltid: i. u. - Åskådare: 268  | RC Villebon 91     | 3 - 0 | KS Teuta           | 25-13, 25-15, 25-13               |
| 12 december 2002 Speltid: i. u. - Åskådare: 500 | KS Teuta           | 0 - 3 | OK Branik          | 18-25, 19-25, 11-25               |
| 11 december 2002 Speltid: i. u. - Åskådare: 550 | Asterix Kieldrecht | 3 - 2 | RC Villebon 91     | 30-28, 25-27, 25-22, 22-25, 15-11 |
| 17 december 2002 Speltid: i. u. - Åskådare: 600 | OK Branik          | 0 - 3 | RC Villebon 91     | 14-25, 18-25, 9-25                |
| 18 december 2002 Speltid: i. u. - Åskådare: 680 | Asterix Kieldrecht | 3 - 0 | KS Teuta           | 25-9, 25-7, 25-9                  |
| 8 januari 2003 Speltid: i. u. - Åskådare: i. u. | KS Teuta           | 0 - 3 | Asterix Kieldrecht | 12-25, 20-25, 6-25                |
| 8 januari 2003 Speltid: i. u. - Åskådare: i. u. | RC Villebon 91     | 3 - 0 | OK Branik          | 25-20, 25-14, 25-13               |
| 15 januari 2003 Speltid: i. u. - Åskådare: 300  | RC Villebon 91     | 3 - 1 | Asterix Kieldrecht | 25-19, 25-20, 26-28, 25-23        |
| 15 januari 2003 Speltid: i. u. - Åskådare: 400  | OK Branik          | 3 - 0 | KS Teuta           | 25-15, 25-13, 25-19               |
| 21 januari 2003 Speltid: i. u. - Åskådare: 700  | KS Teuta           | 0 - 3 | RC Villebon 91     | 17-25, 14-25, 16-25               |
| 21 januari 2003 Speltid: i. u. - Åskådare: 450  | Asterix Kieldrecht | 3 - 0 | OK Branik          | 25-18, 25-12, 25-10               |

##### Sluttabell
| Pos. | Lag                | Pt | M | V | F | SV | SF | Kvot  | PV  | PF  | Kvot  |
| ---- | ------------------ | -- | - | - | - | -- | -- | ----- | --- | --- | ----- |
| 1    | RC Villebon 91     | 11 | 6 | 5 | 1 | 17 | 4  | 4.250 | 514 | 383 | 1.342 |
| 2    | Asterix Kieldrecht | 11 | 6 | 5 | 1 | 16 | 5  | 3.200 | 507 | 370 | 1.370 |
| 3    | OK Branik          | 8  | 6 | 2 | 4 | 6  | 12 | 0.500 | 331 | 395 | 0.838 |
| 4    | KS Teuta           | 6  | 6 | 0 | 6 | 0  | 18 | 0.000 | 246 | 450 | 0.547 |

### Kvartsfinaler

#### Match 1
| 12 februari 2003 Speltid: i. u. - Åskådare: 300 | RC Villebon 91     | 3 - 0 | VK Slávia EU Bratislava | 25-9, 25-16, 25-18                |
| 12 februari 2003 Speltid: i. u. - Åskådare: 760 | Asterix Kieldrecht | 1 - 3 | VV Pollux               | 25-18, 23-25, 19-25, 21-25        |
| 12 februari 2003 Speltid: i. u. - Åskådare: 800 | Schweriner SC      | 3 - 2 | Volley Köniz            | 17-25, 25-21, 22-25, 25-23, 15-12 |
| 12 februari 2003 Speltid: i. u. - Åskådare: 950 | Datovoc Tongeren   | 3 - 0 | Panellinios GS          | 25-20, 25-11, 25-23               |

#### Match 2
| 19 februari 2003 Speltid: i. u. - Åskådare: 600   | VK Slávia EU Bratislava | 1 - 3 | RC Villebon 91     | 21-25, 33-31, 16-25, 23-25       |
| 20 februari 2003 Speltid: i. u. - Åskådare: 850   | VV Pollux               | 2 - 3 | Asterix Kieldrecht | 25-14, 23-25, 17-25, 25-12, 7-15 |
| 19 februari 2003 Speltid: i. u. - Åskådare: 1 500 | Volley Köniz            | 3 - 0 | Schweriner SC      | 27-25, 25-19, 25-19              |
| 19 februari 2003 Speltid: i. u. - Åskådare: 700   | Panellinios GS          | 0 - 3 | Datovoc Tongeren   | 25-27, 12-25, 20-25              |

#### Kvalificerade lag
| - Volley Köniz - VV Pollux - Datovoc Tongeren - RC Villebon 91 |

### Slutspel
|  | Semifinaler      | Semifinaler |              |                | Final               | Final               |  |
|  |                  |             |              |                |                     |                     |  |
|  | RC Villebon 91   | 3           |              |                |                     |                     |  |
|  | RC Villebon 91   | 3           |              |                |                     |                     |  |
|  | VV Pollux        | 0           |              |                |                     |                     |  |
|  | VV Pollux        | 0           |              | RC Villebon 91 | 3                   |                     |  |
|  |                  |             |              | RC Villebon 91 | 3                   |                     |  |
|  |                  |             | Volley Köniz | 0              |                     |                     |  |
|  | Volley Köniz     | 3           | Volley Köniz | 0              |                     |                     |  |
|  | Volley Köniz     | 3           |              |                |                     |                     |  |
|  | Datovoc Tongeren | 0           |              |                | Match om tredjepris | Match om tredjepris |  |
|  | Datovoc Tongeren | 0           |              |                |                     |                     |  |
|  |                  |             |              |                |                     |                     |  |
|  |                  |             |              |                | VV Pollux           | 2                   |  |
|  |                  |             |              |                | VV Pollux           | 2                   |  |
|  |                  |             |              |                | Datovoc Tongeren    | 3                   |  |

#### Semifinaler
| 8 mars 2003 Bern Speltid: i. u. - Åskådare: 2 300 | RC Villebon 91 | 3 - 0 | VV Pollux        | 25-18, 28-26, 25-21 |
| 8 mars 2003 Bern Speltid: i. u. - Åskådare: 2 750 | Volley Köniz   | 3 - 0 | Datovoc Tongeren | 25-23, 25-18, 25-14 |

#### Match om tredjepris
| 9 mars 2003 Bern Speltid: i. u. - Åskådare: i. u. | VV Pollux | 2 - 3 | Datovoc Tongeren | 25-17, 27-25, 23-25, 25-27, 6-15 |

#### Final
| 9 mars 2003 Bern Speltid: i. u. - Åskådare: 3 300 | RC Villebon 91 | 3 - 0 | Volley Köniz | 25-18, 28-26, 25-21 |